# Cung điện ở Korytów
Cung điện ở Korytów (tiếng Ba Lan: Pałac w Korytowie) là một cung điện được Antoni von Hartig xây dựng vào năm 1711 dựa theo thiết kế của kiến trúc sư Jakob Carova. Sau đó, cung điện được mở rộng vào đầu thế kỷ 19. Công trình kiến trúc này tọa lạc ở làng Korytów, Kłodzko, tỉnh Dolnośląskie, Ba Lan. Cung điện có tên trong danh sách di tích.
Trong quá khứ, đây được xem là một trong những dinh thự đẹp nhất ở vùng Kłodzko. Hiện tại, công trình kiến trúc này không được sử dụng. Xung quanh cung điện là một công viên đầy thơ mộng với diện tích 6,7 ha. Công viên này sở hữu những hàng cây sồi già, cây tầm bóp và cây thông trắng.

## Lịch sử
Năm 1711, Cung điện ở Korytów được Antoni von Hartig xây dựng theo thiết kế phong cách Baroque của kiến trúc sư người Ý Jakob Carova. Vào đầu thế kỷ 19, một tòa nhà dân cư được bổ sung vào cung điện. Năm 1945, cung điện bị hư hại nặng nề. Theo quyết định của Ban Bảo tồn di tích tỉnh ngày 18 tháng 9 năm 1981, công trình kiến trúc này được đưa vào danh sách di tích. Vào mùa hè năm 2014, cung điện trở thành trụ sở cho Quỹ Bảo tồn Di sản Văn hóa Quận Kłodzko. Do vấn đề tài chính của chủ sở hữu, cung điện được đưa ra bán đấu giá vào tháng 12 năm 2014. Từ năm 2016, tòa nhà không được sử dụng.